# ルナそら
『ルナそら』は、lightが2006年8月4日に発売したアダルトゲーム。

## ストーリー
夏休みも残りわずかとなったある日、瀬戸慎太郎の家にサラとアスという双子がやってきた。2人は天才科学者である慎太郎の父の使いとして、1週間の間、新妻アンドロイド「ルナ」と「そら」の試験モニターになってほしいと依頼してきた。嫌いな父親が絡んでいるとして、一度は断固拒否する慎太郎だが、受け取りを拒否した場合、「ルナ」と「そら」は処分されると聞き、同情心から結局受け取りをしぶしぶ承諾してしまう。こうして慎太郎と、2体のアンドロイドとの奇妙な同棲生活が始まった。

## 登場人物
瀬戸慎太郎（せと しんたろう）声：なし
本作の主人公。天才科学者である父親を持つが、家庭を顧みないため嫌っており、父のようにはなるまいと堅実な将来を目指している。また、その事情から父親の研究課題である“ロボット”という存在を嫌悪している。
親が研究所から帰って来ないので、広い一軒家で一人暮らしをしている。
少々生意気だが、根はお人好し。優柔不断ですぐに状況に流されてしまう。
ルナ【型式No.：LOM-HA“LUNA”】声：まきいづみ
瀬戸博士らに作られた良妻賢母型新妻ロボット。従順な性格で、ひたすら主人に尽くすタイプ。
完璧な家事プログラムが搭載されているが、一般常識を学習していないため、ちぐはぐな失敗をしてしまう事もしばしば。
「自分は人に尽くすために作られたロボットだ」という自覚がある。雷が嫌い。
そら【型式No.：LOM-HB“SORA”】声：草柳順子
瀬戸博士らに作られた幼児型新妻ロボット。無邪気且つ好奇心旺盛な性格で、慎太郎が大好き。
人間の幼児のようにプログラムされており、すぐ物事に夢中になるため、よく問題を起こすが、本人に悪気はない。意外にも学習能力は高い。
自分がロボットである事は知っているものの、だから人間と違うという感覚はない。ルナとは対照的に家事全般は苦手。
サラ　声：鈴木真里
瀬戸博士の研究所で助手として働くIQ300の天才科学者。
ルナの性格プログラムの開発を担当し、ロボットのメンテナンスと成長プログラムの観察及び解析をしている。
自分が天才であるべき事にコンプレックスとプライドを抱いており、常に有能であろうとしている。
本人は否定しているが、よくぶつかったりこけたりしている等、実はかなりのドジっ娘。しかし、大事には至らない強運の持ち主でもある。
アス　声：かわしまりの
女性とも見まごうような容姿だが、サラの双子の兄で、同じく瀬戸博士の研究所で助手として働くIQ300の天才科学者。
そらの性格プログラムの開発を担当した。包容力のあるおっとりとした性格で、慎太郎とも気が合う。
サラを過保護なまでに気にかけており、彼女の事になると見境がつかなくなってしまう。
藤間結羽（ふじま ゆう）声：韮井叶
慎太郎の2歳年下の幼馴染。慎太郎とは家も隣同士で、殆ど家族同然の関係に近い。
家事が得意で、面倒見も良いお人好しな性格。幼い頃から一人暮らしをしている慎太郎を気の毒に思い、お姉さんぶって世話を焼いている。
慎太郎に対しては少々暴力的なところがあり、からかわれるとすぐに手が出てしまう。
瀬戸博士（せと-）声：片岡大二郎
慎太郎の父。ロボット工学研究所に勤める天才科学者で、ルナ・そら開発のプロジェクトリーダーを務めている。
お茶らけた言動が多い変わり者。家にも帰らず、研究ばかりしているため、息子・慎太郎には嫌われている。
慎太郎にルナとそらの試験モニターとなるよう命じるが……。連絡用モニターには何故かハムスターの姿で表示され、実際の顔は作中に登場しない。

## スタッフ
- シナリオ：佐野心音・上野研太郎
- 原画：AKINOKO.
- 音楽：武泰 完治
- 主題歌：REIKA